# Rion-des-Landes
Rion-des-Landes è un comune francese di 2 416 abitanti situato nel dipartimento delle Landes nella regione della Nuova Aquitania.

## Società

### Evoluzione demografica
Abitanti censiti

## Amministrazione

### Gemellaggi
- Blotzheim, Francia